# Morten Myklebust
Morten Myklebust (né le 11 septembre 1961) est un auteur de bande dessinée et illustrateur norvégien né en 1961. 

## Biographie
Actif à partir du milieu des années 1980, il se spécialise dans la bande dessinée historique, dont il devient le principal spécialiste en Norvège.
En 1995, il fonde à Tønsberg la société Fantasi-Fabrikken (no) qui propose des animations pour jeunes enfants, des jouets et des produits dérivés autour de différents univers (le tracteur parlant Little Grey Fergie, le petit peuple, etc.). Cette nouvelle activité l'éloigne de la bande dessinée.

## Distinction
- 1991 : Prix Sproing de la meilleure bande dessinée norvégienne pour Kristina av Tunsberg (d'après Kåre Holt)